# Cloniophorus oscari
Cloniophorus oscari es una especie de escarabajo longicornio del género Cloniophorus, tribu Callichromatini, subfamilia Cerambycinae. Fue descrita científicamente por Juhel en 2019.

## Descripción
Mide 22 milímetros de longitud.

## Distribución
Se distribuye por Camerún.